# Csontos Vilmos
Csontos Vilmos (Garamsalló, 1908. október 11. – Zalaba, 2000. szeptember 12.) költő.

## Élete
Öt elemi osztály elvégzése után napszámosként dolgozott, majd kitanulta az asztalosmesterséget. Első versei az 1920-as években a lévai Bars című hetilapban jelentek meg.
A második világháború alatt Erdélyben és az orosz fronton szolgált. 1948-tól haláláig Zalabán élt.

## Elismerései
- 1975 Nemzetiségi Díj
- 1999 a Magyar Köztársasági Érdemrend Kiskeresztje

## Művei
- 1932 Magyar ugaron (versek)
- 1934 Üzent a föld (versek, tsz. Agárdy Zsigmond, Veres Vilmos, Sass János)
- Üzentek értem. Versek; szerzői, Želiezovce, 1936
- 1941 Tovább kell menni (versek)
- Kell itt a szó! Válogatott versek. 1930–1955; Szépirodalmi, Bratislava, 1956
- 1961 Hiszek az emberben (versek)
- 1966 Új szerelem (versek)
- Csendes lobogással. Válogatott versek; Tatran, Bratislava, 1968
- 1972/1988 Gyalogút (önéletrajz, 1972, 1988)
- 1973 Örökség (versek)
- Dalol a föld; Madách–Szépirodalmi, Bratislava–Bp., 1978
- 1982 Estéli ének (versek)
- 1987 Veletek vagyok (versek)
- Gyalogút. Önéletrajz; 2. bőv. kiad.; Madách–Szépirodalmi, Bratislava–Bp., 1988
- 1995 Pacsirtaszó (válogatott versek)
- Pitypalatty; Madách-Posonium, Bratislava, 1996
- Hattyúdal. Válogatott versek; Lilium Aurum, Dunaszerdahely, 1998
- Mezei bokréta; Madách-Posonium, Pozsony, 2000